# Casa Bech
|  | No s'ha de confondre amb Casa Bech (Palafrugell). |

La Casa Bech és un edifici situat al Barri del Carmel de Barcelona.
Es tracta d'una majestuosa casa que, malgrat que té la teulada esfondrada i els seus jardins són plens de vegetació, es veu des de molts indrets de l'entorn. És al carrer de la Gran Vista i es pot veure el mur de tancament de la finca amb unes voltes de pedra. Data de 1916 i pertanyia a Francesc de Paula Bech i Morera, pare de Lola Bech i Beltran, pintora d'anomenada en l'època. La casa és un exemple de casa d'estiueig de gent benestant en la zona dels turons de la Barcelona del principi de segle. Actualment, la casa i els terrenys que encara queden (la resta va ser parcel·lada) pertanyen a l'Ajuntament de Barcelona.